# Martin Latka
Martin Latka (* 28. září 1984 v Českých Budějovicích) je bývalý český fotbalista, který v červenci 2017 ukončil kariéru. Je to univerzální hráč schopný nastoupit v útoku, záloze i obraně, primárně hraje stopera. Mimo Česko působil na klubové úrovni v Anglii, Řecku a Německu. Značnou část kariéry strávil ve Slavii Praha. Na svém kontě má jeden start v českém reprezentačním A-mužstvu.
V roce 2005 zvítězil v české anketě Fotbalista roku v kategorii Talent roku. Získal ocenění „Hráč měsíce Gambrinus ligy“ za září 2012, vůbec první v této anketě.
Je také členem týmu Real TOP Praha, v jehož dresu se zúčastňuje charitativních zápasů a akcí. Od dubna 2023 působí jako první místopředseda představenstva druholigového klubu SFC Opava.

## Klubová kariéra

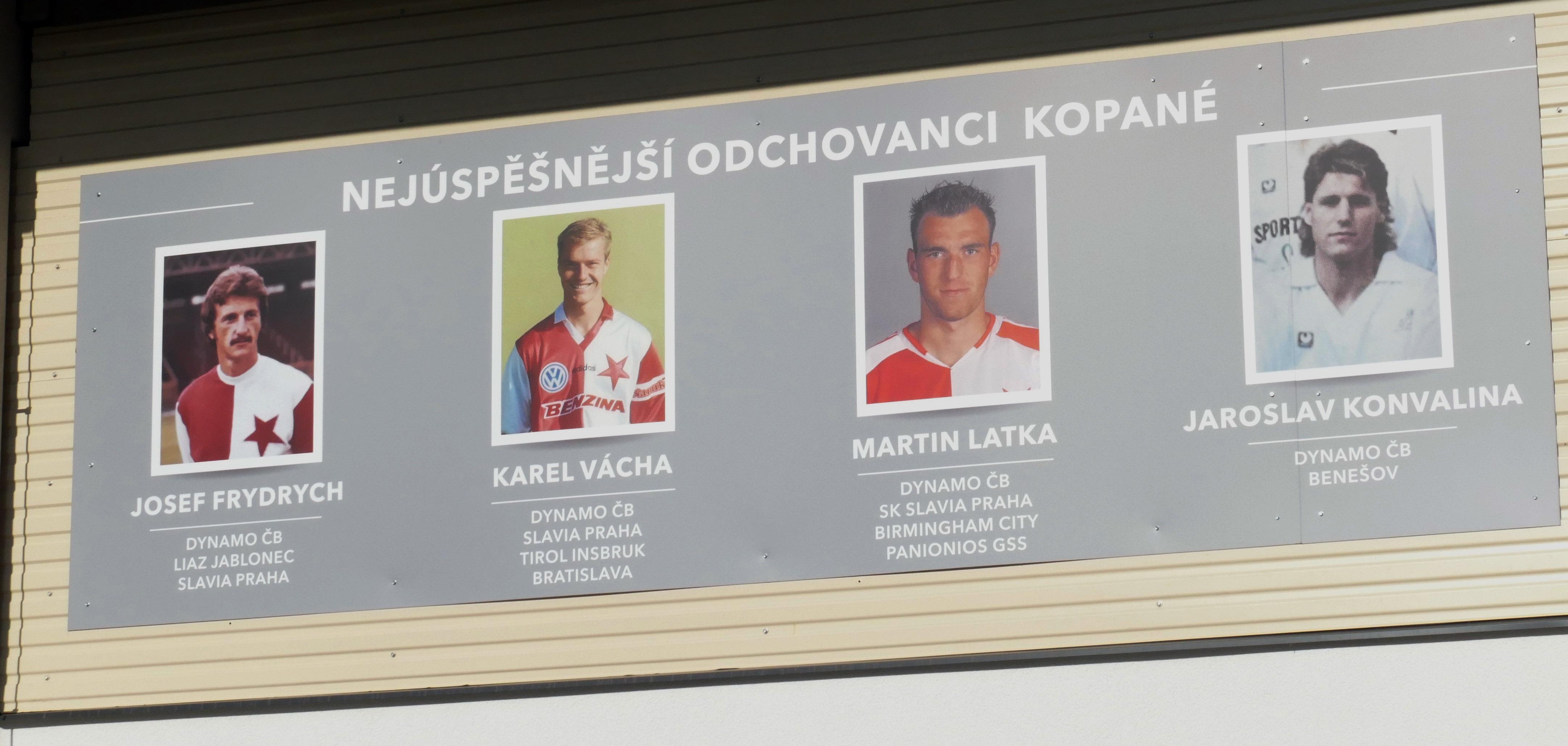
Fotbalisté z Hluboké nad Vltavou

Začínal na Hluboké nad Vltavou, ale od žáků hrál za Dynamo České Budějovice. V létě 2003 přestoupil do klubu SK Slavia Praha. V lednu 2006 odešel na hostování do anglického Birminghamu, ale v létě 2006 po skončení hostování se vrátil zpět do Slavie. V sezoně 2007/08 získal s klubem SK Slavia Praha mistrovský titul. Kvůli rekonvalescenci po zranění se stal stabilním členem stoperské dvojice až v jarní části této sezóny. V následující sezóně nedostával na hřišti tolik příležitostí a rozhodl se klub opustit. V lednu 2009 zamířil do řeckého klubu Panionios GSS z Athén. Danou sezonu však začal ve Slavii Praha, ta v ní získala mistrovský titul, stal se tak podruhé mistrem ČR.

### SK Slavia Praha (návrat)
V září 2011, v závěru letního přestupového období, přestoupil Martin Latka jako volný hráč do Slavie Praha, kde podepsal smlouvu do 31. prosince 2012. Návrat do Edenu se uskutečnil po dvou a půl letech, které strávil v klubu Panionios Atény. Řecký klub přestal hráčům vyplácet mzdy a Latka se z angažmá vyvázal soudní cestou.
Ve 22. kole sezony 2011/12 (24. března 2012) vstřelil Latka ve 14. minutě hlavou úvodní gól Slavie v utkání se Spartou Praha, zápas skončil remízou 1:1.
23. srpna 2012 v domácím utkání proti Zbrojovce Brno v 89. minutě zvyšoval na průběžných 4:0, Slavia Praha zvítězila jednoznačně 5:0. Byl to jeho první gól v sezóně 2012/13. V 9. ligovém kole (29. září 2012) se opět prosadil v pražském derby proti Spartě, utkání rozhodl v 73. minutě jediným gólem (1:0). Po nákopu Davida Hubáčka míč ve vzduchu lízl hlavou a ten skončil v bráně špatně vyběhnuvšího sparťanského brankáře Tomáše Vaclíka. Celkem odehrál v tomto ročníku 14 zápasů a vstřelil výše zmíněné dva góly.

### Fortuna Düsseldorf
V závěru roku 2012 mu skončila smlouva se Slavií Praha, v lednu 2013 se rozhodl přestoupit do německého bundesligového klubu Fortuna Düsseldorf, kde podepsal smlouvu do června 2014. Mohl pokračovat i ve Slavii, která o něj dál stála, ale hráč preferoval odchod do zahraničí. Nabídek na přestup bylo více. Ve Fortuně Düsseldorf hrál s číslem dresu 28. K prvnímu bundesligovému zápasu nastoupil 26. ledna 2013, Fortuna prohrála s domácí Borussií Mönchengladbach 1:2. Ve druhém ligovém utkání se dočkal výhry 3:1 nad hostujícím Stuttgartem, ale v závěru utkání si v nastaveném čase při střetu s protihráčem Vedadem Ibiševićem zlomil nos. Ve 21. kole německé Bundesligy čelil domácímu SC Freiburgu s českým stoperem Pavlem Krmašem v sestavě, Fortuna zápas prohrála 0:1 gólem Krmaše z 87. minuty. V závěrečných kolech Bundesligy kvůli zranění nehrál, Fortuna v posledním kole 17. května 2013 prohrála s Hannoverem 0:3 a po roce sestoupila zpět do 2. Bundesligy. První gól za Fortunu vstřelil 26. října 2013 v ligovém utkání s SC Paderborn 07, který skončil debaklem domácího Düsseldorfu 1:6. Mimo gólu do sítě Paderbornu si dal i vlastní gól. Po sezoně 2013/14, v níž Fortuna obsadila konečné 6. místo ve 2. Bundeslize, neprodloužil smlouvu.

### SK Slavia Praha (druhý návrat)
V červnu 2014 se vrátil do SK Slavia Praha, kde podepsal čtyřletý kontrakt. V mužstvu se stal kapitánem. Na jaře 2016 už mnoho příležitostí na hřišti nedostával. V červenci 2016 ve Slavii skončil, dohodl se na ukončení smlouvy.

### FC Slovan Liberec
V srpnu 2016 se dohodl na roční smlouvě se severočeským klubem FC Slovan Liberec, který se na začátku sezóny 2016/17 potýkal s problémy v defenzivě. V sezóně 2016/17 odehrál 10 ligových zápasů.

## Funkcionářská kariéra
Od roku 2024 působí jako sportovní manažer v SFC Opava.

## Klubové statistiky

### Bilance
| Tým                    | Sezona                 | Liga   | Liga  | Domácí pohár | Domácí pohár | Evropské poháry | Evropské poháry |
| Tým                    | Sezona                 | Zápasy | Góly  | Zápasy       | Góly         | Zápasy          | Góly            |
| Česko                  | Česko                  | Česko  | Česko | Česko        | Česko        | Česko           | Česko           |
| ---------------------- | ---------------------- | ------ | ----- | ------------ | ------------ | --------------- | --------------- |
| České Budějovice       | 2001/02 (2. liga)      | 5      | 1     | 0            | 0            | -               | -               |
| České Budějovice       | 2002/03                | 22     | 3     | 2            | 0            | -               | -               |
| Slavia Praha           | 2003/04                | 24     | 1     | 0            | 0            | 5               | 0               |
| Slavia Praha           | 2004/05                | 28     | 4     | 4            | 0            | 2               | 0               |
| Slavia Praha           | 2005/06                | 13     | 2     | 0            | 0            | 8               | 0               |
| Anglie                 |                        |        |       |              |              |                 |                 |
| Birmingham             | 2005/06                | 6      | 0     | 1            | 0            | -               | -               |
| Česko                  |                        |        |       |              |              |                 |                 |
| Slavia Praha           | 2006/07                | 18     | 0     | 0            | 0            | 3               | 0               |
| Slavia Praha           | 2007/08                | 12     | 0     | 0            | 0            | 3               | 0               |
| Slavia Praha           | 2008/09                | 8      | 0     | 3            | 0            | 4               | 0               |
| Řecko                  |                        |        |       |              |              |                 |                 |
| Panionios              | 2008/09                | 9      | 0     | 2            | 0            | -               | -               |
| Panionios              | 2009/10                | 21     | 3     | 3            | 0            | -               | -               |
| Panionios              | 2010/11                | 24     | 0     | 1            | 0            | -               | -               |
| Česko                  |                        |        |       |              |              |                 |                 |
| Slavia Praha           | 2011/12                | 19     | 2     | 0            | 0            | -               | -               |
| Slavia Praha           | 2012/13                | 14     | 2     | 1            | 0            | -               | -               |
| Německo                |                        |        |       |              |              |                 |                 |
| Düsseldorf             | 2012/13                | 13     | 0     | -            | -            | -               | -               |
| Düsseldorf             | 2013/14 (2. liga)      | 17     | 2     | 0            | 0            | -               | -               |
| Česko                  |                        |        |       |              |              |                 |                 |
| Slavia Praha           | 2014/15                | 19     | 2     | 0            | 0            | -               | -               |
| Slavia Praha           | 2015/16                | 13     | 0     | 1            | 0            | -               | -               |
| Liberec                | 2016/17                | 10     | 0     | 0            | 0            | 2               | 0               |
| Celkem 1. liga Česko   | Celkem 1. liga Česko   | 200    | 16    | 11           | 0            | 27              | 0               |
| Celkem 1. liga Anglie  | Celkem 1. liga Anglie  | 6      | 0     | 1            | 0            |                 |                 |
| Celkem 1. liga Německo | Celkem 1. liga Německo | 13     | 0     | 0            | 0            |                 |                 |
| Celkem 1. liga Řecko   | Celkem 1. liga Řecko   | 54     | 3     | 6            | 0            |                 |                 |

### Debuty a premiérové góly
| Soutěž          | Debut                                            | První gól                                        |
| --------------- | ------------------------------------------------ | ------------------------------------------------ |
| 2. česká liga   | 24.3.2002 za Budějovice proti Prostějovu (3:0)   | 5.5.2002 za Budějovice proti Jihlavě (3:1)       |
| 1. česká liga   | 3.8.2002 za Budějovice proti Spartě (1:3)        | 20.10.2002 za Budějovice 2x proti Jablonci (4:1) |
| Evropské poháry | 12.8.2003 za Slavii na Celta de Vigo (0:3)       |                                                  |
| Premier League  | 31.1.2006 za Birmingham v Liverpoolu (1:1)       |                                                  |
| Řecká Superliga | 1.2.2009 za Panionos (3:0) proti Panthrakikos    | 17.1.2010 za Panionos proti Levadiakos (2:2)     |
| 1. Bundesliga   | 26.1.2013 za Düsseldorf v Mönchengladbachu (1:2) |                                                  |
| 2. Bundesliga   | 22.7.2013 za Düsseldorf proti Chotěbuzi (1:0)    | 26.10.2013 za Düsseldorf proti Padebornu (1:6)   |

## Reprezentační kariéra

### Mládežnické výběry
Na reprezentační úrovni působil ve všech věkových kategoriích vyjma kategorie do 17 let. Reprezentoval ČR na Mistrovství světa hráčů do 20 let 2003 ve Spojených arabských emirátech, kde český tým po remízách 1:1 s Austrálií a Brazílií a porážce 0:1 s Kanadou obsadil nepostupové čtvrté místo v základní skupině C. Martin nastoupil proti Brazílii a Kanadě.
V kvalifikaci na Mistrovství Evropy hráčů do 21 let v roce 2007 se podílel na postupu na závěrečný turnaj. O Mistrovství Evropy do 21 let v Nizozemsku však přišel kvůli zranění svalu. V reprezentaci do 21 let nastupoval na místě středního obránce, resp. defenzivního záložníka, působil v roli kapitána.

### A-mužstvo
Začátkem listopadu 2012 byl poprvé nominován trenérem Michalem Bílkem do českého reprezentačního A-týmu pro přípravný zápas se Slovenskem 14. listopadu 2012 v Olomouci, když v nominaci nahradil zraněného Františka Rajtorala z Viktorie Plzeň. Do utkání nastoupil na začátku druhého poločasu, když vystřídal na hřišti Tomáše Sivoka. Český národní tým vyhrál nad Slovenskem 3:0. Byl to jeho jediný start v českém národním týmu.

### Reprezentační zápasy a góly
| Rok    | Zápasy | Góly |
| ------ | ------ | ---- |
| 2004   | 9      | 0    |
| 2005   | 8      | 0    |
| 2006   | 6      | 1    |
| 2007   | 2      | 0    |
| Celkem | 25     | 1    |

| Rok    | Zápasy | Góly |
| ------ | ------ | ---- |
| 2012   | 1      | 0    |
| Celkem | 1      | 0    |

Góly Martina Latky v české reprezentaci do 21 let
| Gól | Datum       | Stadion                               | Soupeř              | Skóre (min.) | Výsledek | Soutěž                      |
| --- | ----------- | ------------------------------------- | ------------------- | ------------ | -------- | --------------------------- |
| 010 | 6. 10. 2006 | Stadion Střelnice, Jablonec nad Nisou | Bosna a Hercegovina | 02:1 0(70.)  | 2:1      | kvalifikace na ME "21" 2007 |

## Úspěchy

### Klubové
SK Slavia Praha
- 2× vítěz 1. české fotbalové ligy (2007/08, 2008/09)

### Reprezentační
- 1× účast na MS hráčů do 20 let (2003 - základní skupina)

### Individuální
- Talent roku v anketě Fotbalista roku (2005) [2]
- 1× Hráč měsíce Gambrinus ligy (září 2012) [3]